# Makok
Makok est un village du Cameroun situé dans le département du Haut-Nyong de la région de l'Est, précisément au niveau de l'arrondissement (commune) de Bebend.

## Population
En 2005, le village comptait 857 habitants dont 451 sont des hommes et 406 des femmes.